# Manjusri

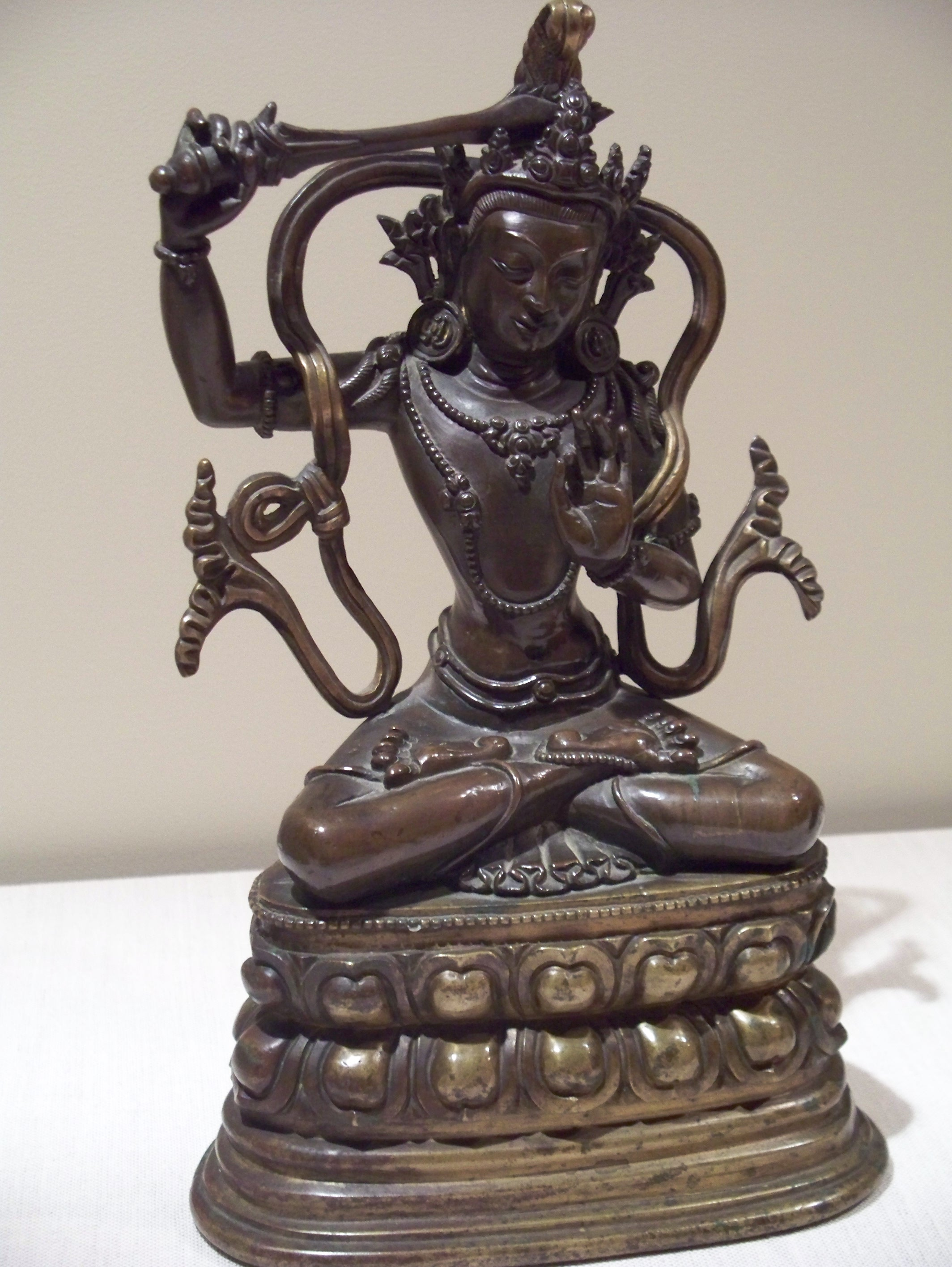
O statuie a lui bodhisattva Manjusri.

Manjusri este un bodhisattva al budismului Mahayana. El mai apare de asemenea în sūtre cu titulatura de Prințul Dharmei. Conform unei legende, însuși Buddha Shakyamuni  l-ar fi însărcinat pe Manjusri să răspândească budismul în China. Lui Manjusri i s-a mai atribuit și fondarea Nepalului ca țară. Se crede că a trăit în China ca un sfânt și a propagat doctrina budistă pe muntele Wutai shan, cel cu cinci terase din provincia Shanxi. Locul acela este și astăzi un obiectiv de pelerinaj pentru credincioșii budiști din China. La vremea lui Manjusri a fost venerat și de celebrul împărat Ming di din dinastia Han.  
De obicei Manjusri este invocat de credincioși pentru reușitele școlare. Conform tradiției japoneze s-ar fi reîncarnat în călugărul budist Gyōki. El apare în iconografie ținând o sabie în mâna dreaptă iar în mâna stângă ține Sutra Înțelepciunii sau o floare de lotus. În iconografia japoneză apare călare pe un leu mitic numit Shishi, simbolizând puterea budismului de a depăși orice obstacol.